# Cupania dentata
Cupania dentata är en kinesträdsväxtart som beskrevs av Moc. & Sesse. Cupania dentata ingår i släktet Cupania och familjen kinesträdsväxter. Inga underarter finns listade i Catalogue of Life.